# Гаплогруппа J1 (мтДНК)
Гаплогруппа J1 — гаплогруппа митохондриальной ДНК человека.

## Субклады
- J1
  - J1a
    -  J1a1

  - J1-a
    -  J1d

  - J1b
  - J1c
  -  J1e

## Распространение

### Кавказ
Абхазо-адыгские народы
- черкесы – 10,6 %, абазины – 3,8 %, абхазы – 1,5 %, адыгейцы – 1,3 %

Индоевропейские народы
- армяне – 5,4 %
- осетины: северные – 9,4 %, южные – 4,2 %

Картвельские народы
- мегрелы – 5,2 %

Тюркские народы
- карачаевцы – 5,7 %
- кубанские ногайцы – 4,6 %

## Палеогенетика

### Неолит
Сернийская культура
- GLN 215B, GLN 299 — Gurgy "les Noisats" — Парижский бассейн, Франция — 4900–4500 calBC — J1.[2]

Treilles culture
- 139, 209, 583, 587, 612, 616 — Grotte des Treilles — Сен-Жан-э-Сен-Поль, Окситания — Франция — 3000 BC — М — G2a (P15) : J1.[3]

### Бронзовый век
БМАК
- I6217 — Gonur tomb 1300 sample 51 — Гонур-Депе, Туркменистан — 2285-2135 calBCE (3770±20 BP, PSUAMS-2806) — Ж — J1.
- 6119 — Gonur 2005 tomb 3466 sample 2 — Гонур-Депе, Туркменистан — 2130-1948 calBCE (3650±20 BP, PSUAMS-2840) — М — CT > Q1b (Q-L56, Q-M346) : J1.

Катакомбная культура
- TEM3 — Темрта III, курган 1, погр. 6 — Ростовская область, Россия — 4500–4000 cal BP — J1.[5]
- VIN8 — Виноградное, курган 24, погр. 17 — Запорожская область, Украина — 4500–4000 cal BP — J1.[5]

Шахри-Сухте
- I8725 — 48, IRL G-48, Late Period I or early Period II, phases 8/7 — Систан и Белуджистан, Иран — 3010-2881 calBCE (4300±25 BP, PSUAMS-3989) — М — J2a1 (J-YSC0000253, J-Z7430) : J1.[4]

### Античность
- Бахрейн
- J1c15a1 определили у образца AS_EMT (~ 200 г. до н. э. – 300 г. н. э., период раннего/среднего Тилоса) из Абу-Сайбы в Бахрейне[6]

### Средние века
Дания
- Rathaus170 | KH130168 — Rathausmarkt — Шлезвиг, Германия — 1070–1210 AD — М — J1.
- Greyfriars ASR 1015 G252 | KH150118 — Рибе — Южная Дания, Дания — 1275–1536 AD — М — J1.
- G147 | KH150161 — Revshale — Зеландия, Дания — 1100–1400 AD — J1.
- G229, G557 | KH150692 PB, KH150712 PB — Tirup — Центральная Ютландия, Дания — 1150–1350 AD — Ж — J1.

J1c2 определили у жившей в 1641—1688 гг. 10-12-летней девочки, похороненной с двумя черепами зябликов во рту в пещере Туннель-Вельки (Ойцовский национальный парк, Южная Польша).

## Публикации
2010
- Литвинов С. С. Изучение генетической структуры народов Западного Кавказа по данным о полиморфизме Y-хромосомы, митохондриальной ДНК и Alu-инсерций. — Уфа, 2010. — 23 с.

2011
- Lacan M, Keyser C, Ricaut FX; et al. (Апрель 2011). Ancient DNA reveals male diffusion through the Neolithic Mediterranean route. PNAS. 108 (24): 9788–9791. doi:10.1073/pnas.1100723108. PMID 21628562. {{cite journal}}: Явное указание et al. в: |author= (справка)Википедия:Обслуживание CS1 (множественные имена: authors list) (ссылка)

2014
- Wilde S, Timpson A, Kirsanow K; et al. (Апрель 2014). Direct evidence for positive selection of skin, hair, and eye pigmentation in Europeans during the last 5,000 y. PNAS. 111 (13): 4832–4837. doi:10.1073/pnas.1316513111. PMID 24616518. {{cite journal}}: Явное указание et al. в: |author= (справка)Википедия:Обслуживание CS1 (множественные имена: authors list) (ссылка)

2015
- Rivollat M, Mendisco F, Pemonge MH, Safi A, Saint-Marc D; et al. (Апрель 2015). When the Waves of European Neolithization Met: First Paleogenetic Evidence from Early Farmers in the Southern Paris Basin. PLOS One. 10 (4): e0125521. doi:10.1371/journal.pone.0125521. PMID 25928633. {{cite journal}}: Явное указание et al. в: |author= (справка)Википедия:Обслуживание CS1 (множественные имена: authors list) (ссылка) Википедия:Обслуживание CS1 (не помеченный открытым DOI) (ссылка)

2018
- Krause-Kyora B; Nutsua M; Boehme L; et al. (Май 2018). Ancient DNA study reveals HLA susceptibility locus for leprosy in medieval Europeans. Nature Communications. 9 (1). doi:10.1038/s41467-018-03857-x. PMID 29717136.

2019
- Narasimhan V.; Patterson N.; Moorjani P; et al. (Сентябрь 2019). The formation of human populations in South and Central Asia. Science. 365 (6457). doi:10.1126/science.aat7487. PMID 31488661.